# Beaumotte-lès-Pin
Beaumotte-lès-Pin – miejscowość i gmina we Francji, w regionie Burgundia-Franche-Comté, w departamencie Górna Saona.
Według danych na rok 1990 gminę zamieszkiwały 234 osoby, a gęstość zaludnienia wynosiła 28 osób/km² (wśród 1786 gmin Franche-Comté Beaumotte-lès-Pin plasuje się na 513. miejscu pod względem liczby ludności, natomiast pod względem powierzchni na miejscu 536.).